# Thích Thanh Hanh
Thích Thanh Hanh (1840 - 1936) là một vị Hòa thượng, tu sĩ Phật giáo Việt Nam nổi danh. Sư từng giữ chức Thiền gia Pháp chủ của Hội Phật giáo Bắc Kỳ và cũng được bầu là vị Pháp chủ đầu tiên trong thời kỳ Chấn hưng Phật giáo Việt Nam.
Do sư trụ trì chùa Vĩnh Nghiêm ở Bắc Giang nên các đệ tử thường gọi sư là "Tổ Vĩnh Nghiêm".

## Tiểu sử
Hòa thượng Thích Thanh Hanh thế danh là Bùi Thanh Đàm, sinh năm 1840 tại tổng Quang Liệt, huyện Thanh Trì, phủ Thường Tín, tỉnh Hà Nội (nay thuộc xã Thanh Liệt, huyện Thanh Trì, thành phố Hà Nội). Năm lên 10 tuổi, sư xuất gia với vị hòa thượng họ Nguyễn ở chùa Hòe Nhai, Hà Nội.
Năm 18 tuổi sư được gửi lên chùa Vĩnh Nghiêm tu học với hòa thượng Thích Tâm Viên và đến năm 20 tuổi được thọ giới Tỳ-kheo tại chùa này. Năm 1900, hòa thượng Thích Thanh Tuyền là sư huynh của sư viên tịch, sư được sơn môn Vĩnh Nghiêm đề cử lên làm trụ trì chùa Vĩnh Nghiêm và từ đó được gọi là Tổ Vĩnh Nghiêm.
Năm 1934, hội Phật giáo Bắc Kỳ được thành lập, sư được thỉnh cầu đảm nhiệm chức "Thiền Gia pháp chủ" (1934-1936).
Ngày mùng 8 tháng 12 năm 1936, sư viên tịch, thọ 96 tuổi, trải 86 năm tu hành.